# Eptesicus bottae
Eptesicus bottae es una especie de murciélago de familia Vespertilionidae. Está presente en la isla de Rodas (Grecia), Turquía, Egipto, Yemen, Israel, Jordania, Irak, Irán, Kazajistán, Turkmenistán, Uzbekistán, Kirguistán, Tayikistán, Afganistán, en el norte de Pakistán, Mongolia y en el noroeste de China.